# Alfredo del Mónaco
Alfredo del Mónaco (Caracas, 29 de abril de 1938-Ibídem, 27 de junio de 2015) fue un compositor y pionero de la música electroacústica venezolano.

## Biografía
Del Mónaco, estudió derecho en la Universidad Católica Andrés Bello (hasta 1961) y después piano y composición con Moisés Moleiro y Primo Casale en Venezuela. De 1972 a 1975 estudió en la Columbia-Princeton Electronic Music Center, de la Universidad de Columbia, especializándose en música electrónica y cibernética. En 1975 de radicó en Nueva York.
En 1969, fundó el Departamento Venezolano de la Sociedad Internacional de Música Contemporánea, en 1999 fue uno de los miembros fundadores del Colegio de Compositores de Iberoamérica en México.
Se le considera uno de los Pioneros de la Música electroacústica en Venezuela. Sus obras encontraron pronto el reconocimiento internacional y, entre otras cosas, en la Bienal de Venecia (1971), el Festival de Música electroacústica en Bruselas (1971) y Madrid (1973) y más de una vez en las jornadas de la ISCM (1976, 1993, 1995).
Fue galardonado con el Premio Nacional de Composición en 1968, el Premio Nacional de Composición en 1999, y el Premio español Tomás Luis de Victoria en 2001.

## Obra
- Dos Fugas académicas para Orquesta de cuerdas, 1964
- Sonata para Cuarteto de cuerda, 1965
- Cromofonías I para cinta, 1966-67
- Cromofonías II para Orquesta, 1968
- Estudio electrónico I para cinta, 1968
- La noche de las Alegorías para ocho Voces mixtas, 1968
- Estudio electrónico II para cinta, 1970
- Tres Ambientes coreográficos para Sonia Sanoja para cinta, 1970
- Alternancias para Cuarteto de cuerda, Piano y percusión, 1971
- Dualismos , para Flauta, Clarinete, Trompeta, Piano y percusión, 1971
- Syntagma (A) para Trombón y percusión, 1971-72
- Syntagma (B) de la Trompeta, 1972
- Trópicos, para cinta, 1972
- Synus 12/25/1971 para cinta, 1972
- Solentiname , para Flauta, Clarinete, Violín, Violonchelo, Piano y Percusión, 1972-73
- Estudio electrónico III para cinta, 1974
- Encuentros del eco para dos Pianos y Percusión, 1976
- Tupac-Amaru para gran Orquesta, 1977
- Cuarteto para voces de cuatro Portavoz, 1978
- Cronoformantes, 1978
- Cantos para Flauta, 1988
- Tientos de la noche imaginada para Guitarra y Orquesta, 1990-91
- Tientos del vespero para Guitarra, 1991
- Tlalolc para Piano, 1991
- Lyrika para Oboe, 1992
- Cantos de la noche alta, para voz femenina y Orquesta, 1992
- Visiones del caminante para dos Guitarras, 1995
- Aforismos para flauta baja y la Guitarra, 1998
- Memorial de Orquesta, 2000-02